# Фалчано (Асколи Пичено)
Фалчано (итал. Falciano) насеље је у Италији у округу Асколи Пичено, региону Марке.
Према процени из 2011. у насељу је живело 6 становника. Насеље се налази на надморској висини од 502 м.